# 2002년 동계 올림픽
2002년 동계 올림픽(영어: 2002 Winter Olympics, XIX Olympic Winter Games, 프랑스어: Jeux olympiques d'hiver de 2002
)은 2002년 2월 8일부터 2월 24일까지 미국 유타주 주도 솔트레이크시티에서 개최된 동계 올림픽으로 현재까지도 동계·하계 올림픽을 통틀어 역대 최악의 올림픽으로 기록되어 있다.

## 개최지 선정
1995년 6월 16일, 헝가리 부다페스트에서 열린 IOC 총회에서 미국 솔트레이크시티로 결정되었다.
| 후보 도시      | NOC    | 투표 |
| 솔트레이크시티 | 미국   | 54   |
| 외스테르순드   | 스웨덴 | 14   |
| 시옹           | 스위스 | 14   |
| 퀘벡           | 캐나다 | 7    |

## 사건
대회가 개최되기 전에, 많은 IOC 위원들이 사퇴 압력을 받았다. 이들은 개최지를 솔트레이크시티로 투표한 대가로 부적절한 고가의 선물을 받아 챙겼기 때문이다. 당시 IOC의 위원장인 자크 로게와 새로 임명된 미트 롬니는 대회를 진행하면서 이 문제로 계속 시달려야 했다.
피겨스케이팅 경기에서 심판들의 점수가 러시아 팀에게 몰리면서 캐나다의 제이미 살레와 데이비드 팔티에 조가 2위에 입상하였다. 1위인 러시아 팀의 연기는 고난도였지만 약간의 실수가 있었고 캐나다 팀은 무난한 연기를 실수없이 마감하였는데 예상을 깨고 1위가 러시아에 돌아간 것이다. 후에 프랑스 출신심판은 이 경기에서 모종의 거래가 있었다고 자백했으며 논란 끝에 캐나다 팀에게도 공동 금메달이 수여되었다.
남자 쇼트트랙 1500m 결승 경기에서는 미국의 아폴로 안톤 오노가 일명 '헐리우드 액션'이라는 방법으로 대한민국의 김동성을 밀쳐내고 1위에 입상해 논란을 일으켰고, 크로스컨트리 경기에서는 입상자가 금지 약물 복용 혐의가 드러나면서 메달을 박탈당하였다.

## 테러 문제

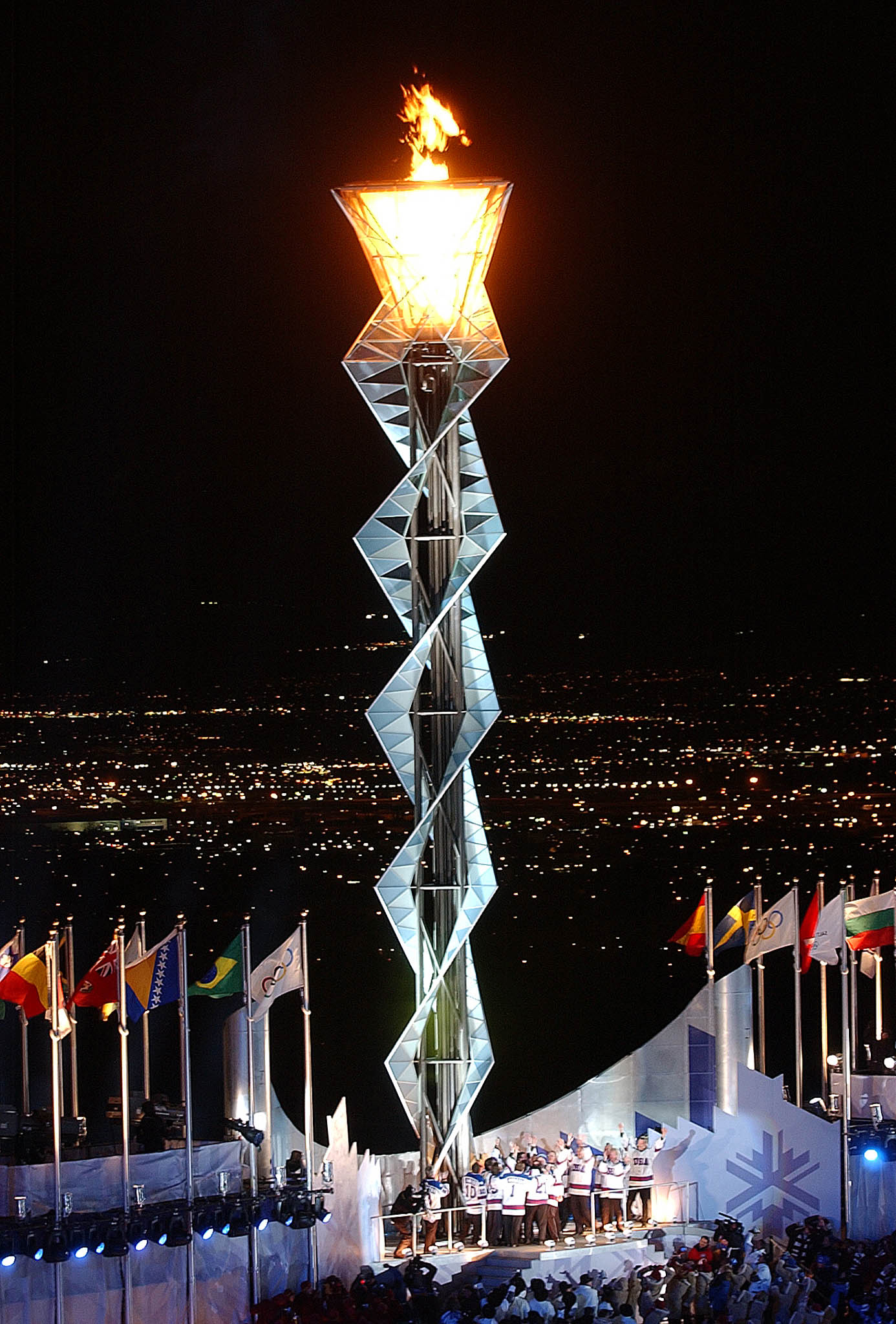
개회식의 성화 모습

이 대회는 9.11 테러 이후 처음으로 열리는 올림픽이었고 미국에서 개최되었다. 때문에 미국의 국토안보부는 이 대회를 NSSE에 일임하여 안보를 책임지게 하였다.

## 참가국
2002년 동계 올림픽에는 다음 78개 나라 올림픽 위원회에서 선수단을 파견했다. 카메룬, 홍콩, 네팔, 타지키스탄, 태국 5개국이 처음으로 동계 올림픽에 참가했다.

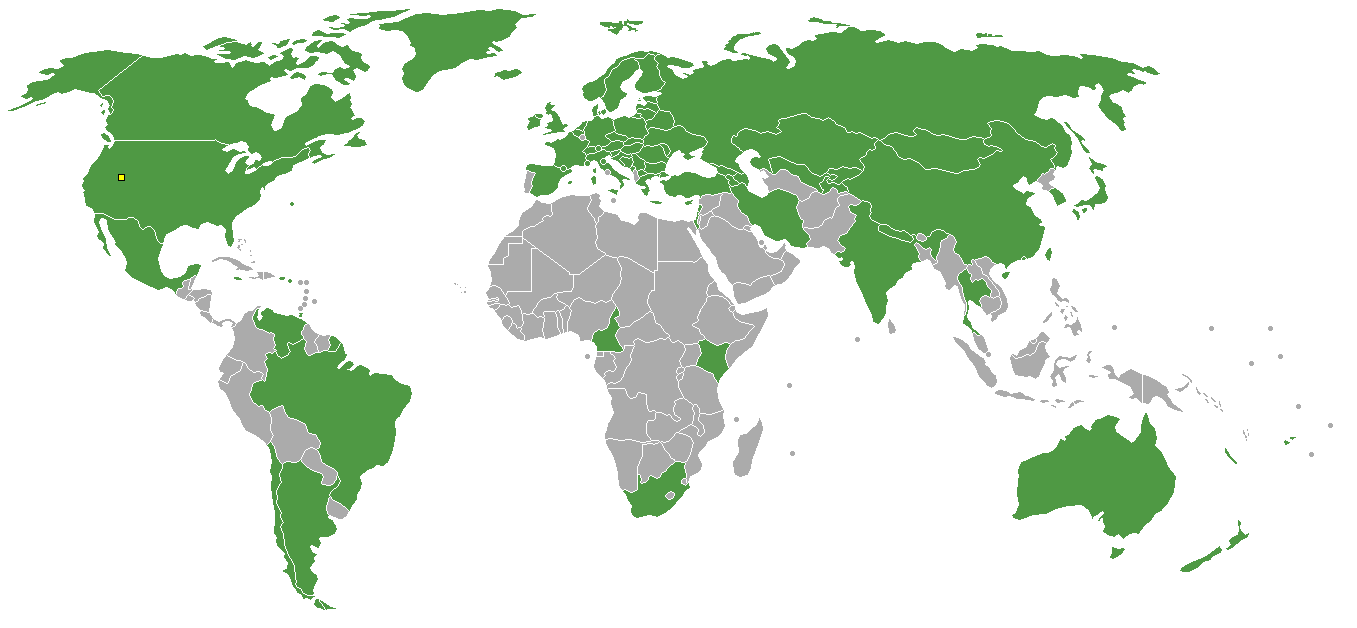
2002년 동계 올림픽 참가국

| \| - 안도라 (3) - 아르헨티나 (11) - 아르메니아 (9) - 오스트레일리아 (27) - 오스트리아 (90) - 아제르바이잔 (4) - 벨라루스 (64) - 벨기에 (6) - 버뮤다 (1) - 보스니아 헤르체고비나 (2) - 브라질 (10) - 불가리아 (23) - 카메룬 (1) - 캐나다 (150) - 칠레 (6) - 중화 타이베이 (6) - 중화인민공화국 (66) - 코스타리카 (1) - 크로아티아 (14) - 키프로스 (1) \| - 체코 (76) - 덴마크 (11) - 에스토니아 (17) - 피지 (1) - 핀란드 (98) - 프랑스 (114) - 조지아 (4) - 독일 (157) - 영국 (49) - 그리스 (10) - 홍콩 (2) - 헝가리 (25) - 인도 (1) - 이란 (2) - 아일랜드 (6) - 아이슬란드 (6) - 이스라엘 (5) - 이탈리아 (112) - 자메이카 (2) - 일본 (103) \| - 카자흐스탄 (50) - 케냐 (1) - 대한민국 (48) - 키르기스스탄 (2) - 라트비아 (47) - 레바논 (2) - 리히텐슈타인 (8) - 리투아니아 (8) - 마케도니아 공화국 (2) - 멕시코 (3) - 몰도바 (5) - 모나코 (5) - 몽골 (4) - 네팔 (1) - 네덜란드 (27) - 뉴질랜드 (10) - 노르웨이 (77) - 폴란드 (27) - 푸에르토리코 (2) - 루마니아 (21) \| - 러시아 (151) - 산마리노 (1) - 슬로바키아 (49) - 슬로베니아 (40) - 남아프리카 공화국 (1) - 스페인 (7) - 스웨덴 (102) - 스위스 (110) - 타지키스탄 (1) - 태국 (1) - 트리니다드 토바고 (2) - 튀르키예 (3) - 우크라이나 (68) - 미국 (202) (개최국) - 우즈베키스탄 (6) - 베네수엘라 (4) - 미국령 버진아일랜드 (8) - 유고슬라비아 (6) \| | | | |
| - 안도라 (3) - 아르헨티나 (11) - 아르메니아 (9) - 오스트레일리아 (27) - 오스트리아 (90) - 아제르바이잔 (4) - 벨라루스 (64) - 벨기에 (6) - 버뮤다 (1) - 보스니아 헤르체고비나 (2) - 브라질 (10) - 불가리아 (23) - 카메룬 (1) - 캐나다 (150) - 칠레 (6) - 중화 타이베이 (6) - 중화인민공화국 (66) - 코스타리카 (1) - 크로아티아 (14) - 키프로스 (1) | - 체코 (76) - 덴마크 (11) - 에스토니아 (17) - 피지 (1) - 핀란드 (98) - 프랑스 (114) - 조지아 (4) - 독일 (157) - 영국 (49) - 그리스 (10) - 홍콩 (2) - 헝가리 (25) - 인도 (1) - 이란 (2) - 아일랜드 (6) - 아이슬란드 (6) - 이스라엘 (5) - 이탈리아 (112) - 자메이카 (2) - 일본 (103) | - 카자흐스탄 (50) - 케냐 (1) - 대한민국 (48) - 키르기스스탄 (2) - 라트비아 (47) - 레바논 (2) - 리히텐슈타인 (8) - 리투아니아 (8) - 마케도니아 공화국 (2) - 멕시코 (3) - 몰도바 (5) - 모나코 (5) - 몽골 (4) - 네팔 (1) - 네덜란드 (27) - 뉴질랜드 (10) - 노르웨이 (77) - 폴란드 (27) - 푸에르토리코 (2) - 루마니아 (21) | - 러시아 (151) - 산마리노 (1) - 슬로바키아 (49) - 슬로베니아 (40) - 남아프리카 공화국 (1) - 스페인 (7) - 스웨덴 (102) - 스위스 (110) - 타지키스탄 (1) - 태국 (1) - 트리니다드 토바고 (2) - 튀르키예 (3) - 우크라이나 (68) - 미국 (202) (개최국) - 우즈베키스탄 (6) - 베네수엘라 (4) - 미국령 버진아일랜드 (8) - 유고슬라비아 (6) |

## 종목
- 노르딕복합
- 루지
- 바이애슬론
- 봅슬레이
- 쇼트트랙
- 스노보드
- 스켈레톤
- 스키점프
- 스피드스케이팅
- 아이스하키
- 알파인스키
- 컬링
- 크로스컨트리
- 프리스타일
- 피겨스케이팅

## 메달 집계
| 순위 | 국가             | 금메달 | 은메달 | 동메달 | 합계 |
| ---- | ---------------- | ------ | ------ | ------ | ---- |
| 1    | 노르웨이 (NOR)   | 13     | 5      | 7      | 25   |
| 2    | 독일 (GER)       | 12     | 16     | 8      | 36   |
| 3    | 미국 (USA)       | 10     | 13     | 11     | 34   |
| 4    | 캐나다 (CAN)     | 7      | 3      | 7      | 17   |
| 5    | 러시아 (RUS)     | 5      | 4      | 4      | 13   |
| 6    | 프랑스 (FRA)     | 4      | 5      | 2      | 11   |
| 7    | 이탈리아 (ITA)   | 4      | 4      | 5      | 13   |
| 8    | 핀란드 (FIN)     | 4      | 2      | 1      | 7    |
| 9    | 네덜란드 (NED)   | 3      | 5      |        | 8    |
| 10   | 오스트리아 (AUT) | 3      | 4      | 10     | 17   |
|      |                  |        |        |        |      |
| 14   | 대한민국 (KOR)   | 2      | 2      |        | 4    |

## 대회 이모저모

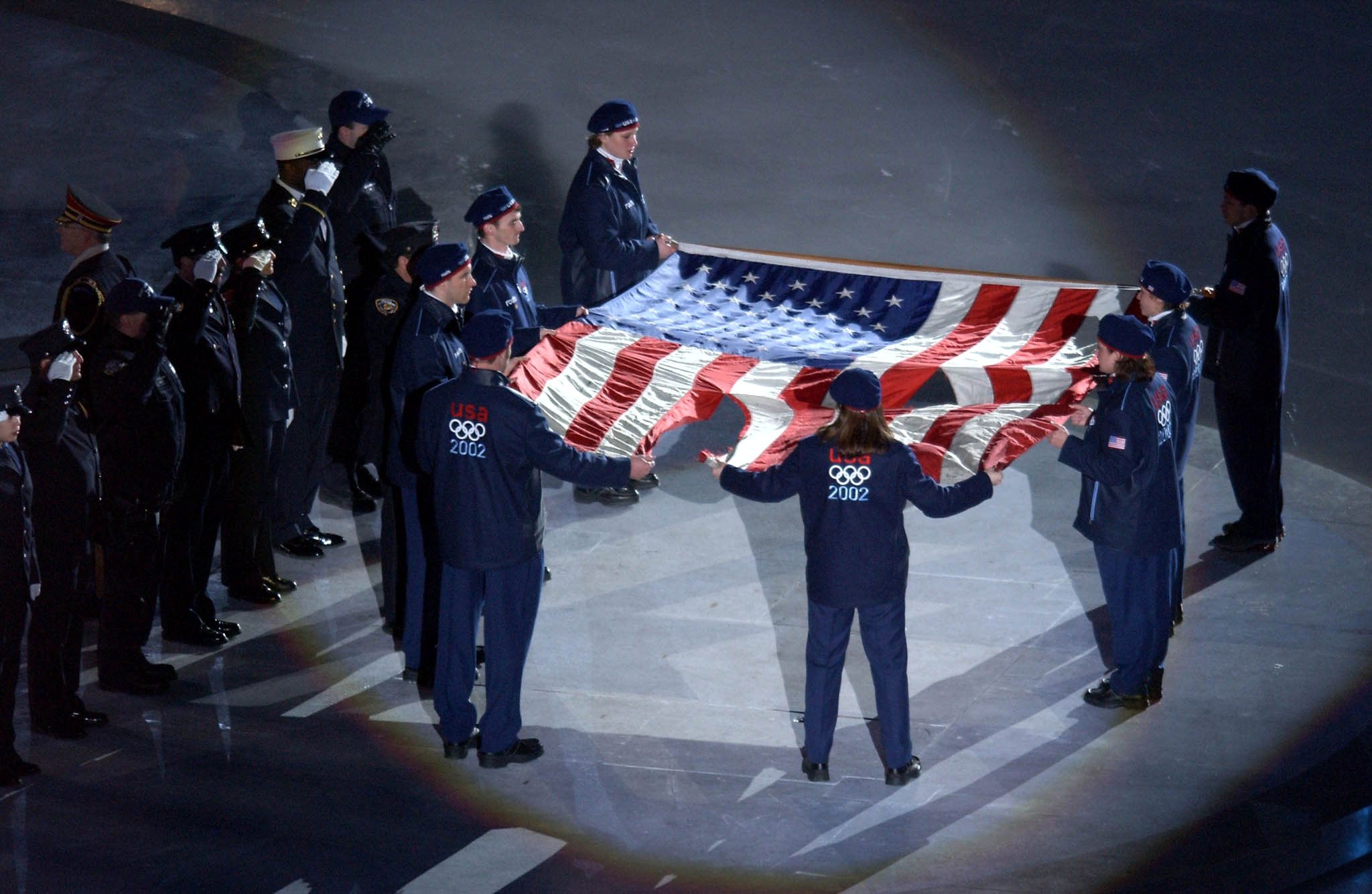
막식 당시 들고 온 9.11 테러 당시 현장에서 발견된 찢겨진 성조기

- 이 대회는 미국 대통령이 개회 선언을 한 첫 동계 올림픽이다. 전에는 미국에서 열린 동계올림픽은 주지사 또는 부통령이 개회 선언을 했었다.
- 바이애슬론 선수인 올레 에이나르 비에른달렌은 종목 4경기를 모두 석권하였고 (10 km, 12.5 km, 20 km, 30 km 계주), 스위스의 지몬 아만은 스키 점프에서 2개의 메달을 땄다. 알파인 스키에서는 야니카 코스텔리치가 3개의 금메달과 1개의 은메달을 수상했으며 이는 크로아티아의 첫 동계 올림픽 메달이다.
- 1948년 동계 올림픽 이후 폐지되었던 스켈레톤이 다시 열리게 되었다.
- 스노우보드와 모글, 그리고 에어리얼 등 소위 말하는 익스트림 스포츠(extreme sports)가 동계 올림픽에서 인기를 끈 대회였다.
- 중화인민공화국의 양양 (A)는 쇼트트랙 스피드 스케이팅 2관왕으로 동계 올림픽에서 중국이 수상한 첫 금메달이 되었다.
- 쇼트 트랙 경기에서 오스트레일리아의 스티븐 브래드버리(Steven Bradbury)가 우승하였다. 전 대회에서 릴레이로 동메달을 수상하였던 그는 이 대회 1000m에서 준결승과 결승에서 모두 선두 주자들이 넘어지는 바람에 금메달을 수상하는 진기록을 세운다. 그는 이로 인하여 오스트레일리아 최초의 동계 올림픽 금메달리스트가 되었다.
- 모나코의 알베르 왕자(지금의 알베르 2세 공)가 봅슬레이 선수로 참가하기도 했다.
- 캐나다의 남자 아이스하키 팀은 미국을 5-2로 이김으로써 50년 만에 금메달을 수상하였다. 여자 경기에서도 미국을 3-2로 꺾고 우승하였다.
- 미국은 이 대회 개막식때 9.11 테러 당시 현장에서 발견된 찢겨진 성조기를 들고 나왔고, 1980년 동계 올림픽에서 우승한 하키팀을 성화 최종주자로 내세웠다.
- 하계 올림픽과 통틀어서 21세기에 처음으로 열린 올림픽이기도 하다.

## 같이 보기
- 2002년 동계 패럴림픽